# Philopotamus ketamus
Philopotamus ketamus là một loài Trichoptera trong họ Philopotamidae. Chúng phân bố ở miền Cổ bắc.